# 大沢豊子
大沢 豊子（おおさわ とよこ、1873年（明治6年）12月31日 - 1937年（昭和12年）6月15日）は、明治から昭和にかけての速記者、ジャーナリスト。群馬県館林市生まれ。生涯で三度職業を変え、それぞれの分野を女性の職業とする先鞭をつけた。

## 生涯

### 速記者として
旧館林藩士であった父大沢師容、母やをの長女として生まれる。小学校を卒業後の1888年（明治21年）、15歳で東京に出て、遠縁であった佃与次郎の速記塾に入り、2年間速記を学んだ。
翌1889年（明治21年）、講演速記として業務を始め、7月、大日本婦人衛生学会の講演会の速記を初めて担当。同年の12月9日には、設立3年目であった婦人矯風会が主催した廃娼演説会で、同門の中村たま子と共に植木枝盛らの演説を速記した。これは公開演説場での速記としては初めて、女性速記者が担当した事例となった。
速記者として歩み出したものの、男性が仕事を独占していた時代のため、仕事がなく困っていた頃に、下田歌子から仕事を手伝ってほしいとの声がかかり、一時期フランス語習得のために仏英和女学院に通ったりもしていたが、なぜかこの話は立ち消えになった。しかし下田歌子との交流は続いたようで、後に時事新報に誘われた際にも、受けるべきか否かを下田に相談に行っている。

### 女性記者として
大沢の速記の腕を買って時事新報社から声がかかり、下田歌子の後押しもあって1899年（明治32年）に大沢は同社に入社。その前年に同社に入社した松岡もと子と共に、女性記者の草分けとなる。翌1900年（明治33年）1月の時事新報では、社告での新入社員の紹介として、『新社員は大沢豊子、わが社が同子を用ひたのは、従来夫人の談話を筆記するに、男子を用ひたが、習慣上、日本の婦人は男子に対して意見を述べるを好まず、婦人同士相対して談話をするの容易なるにしかず、これにおいて、男子を聘し専ら婦人部面を担当せしむ』と述べられている。当初は従来よりの速記者として活動し、折からの長距離電話の開通で電話速記者としての実力を発揮した。電話速記時代は矢野由次郎の下で勤務した。
入社数年後、速記者から記者に転じた。速記術を活かした訪問取材を得意とし、1903年（明治36年）からは『理想の婦人』と銘打った連載で、矢島楫子、下田歌子、潮田千勢子、三輪田真佐子ら女流教育者へのインタビューを、談話形式でまとめている。主に女性へのインタビュー、家庭向け実用記事、宮廷記事、学者講演などを担当した。
記者在職中の1920年（大正9年）、平塚らいてう、市川房枝らの立ち上げた「新婦人協会」にも発足時より参加。発会前の同年1月6日、らいてう宅での相談会で、花柳病男子の結婚制限が帝国議会への請願事項として決まると、大沢はさっそくその経緯を記事として掲載した。また、1924年（大正13年）3月9日には、男社会であった当時の新聞社内での、25年ちかい記者生活を通じての、「記者生活から」と題した業界批判手記を「婦女新聞」紙に掲載するなど、働く女性の地位向上を求めた。

### ラジオプロデューサーとして
1926年（大正15年）、25年の記者生活の後、大沢は時事新報社を退職した。最後までヒラ記者であった。その後少し、三越呉服屋の「流行タイムス」編集に携わるが、すぐに当時始まったばかりのラジオ放送局、東京放送局から声がかかり、同社に入社した。日本初の女性アナウンサーであった翠川秋子の後任であったが、担当はアナウンサーではなく、社会教育課内の家庭部の主任として、番組編成などを司った。今で言うプロデューサーに近い仕事である。
大沢の入社当時、婦人向けの番組は日曜日以外の毎日、午前9時半からの30分間、料理やシミ抜きなど生活実用番組しかなかったが、大沢はこれにメスを入れた。番組の時間を女性にとっては忙しい時間である9時半から1時間後にズラし、家庭講座の女性講師の謝金に男性講師との差別的待遇があったのを改めるなどの改革を行った。また家庭講座の内容も充実させ、テキストも発行し、また別に週3度の婦人講座を設け、婦人問題、婦人運動、国際情勢の解説などを行った。家庭大学講座も設置した。「婦人が男性に対して知識が劣っているのは、質が劣っているためではなく、博く学ぶ機会がないためである、見聞が狭いので判断を誤るからである」とし、「高級な常識を涵養」する機会を設けるために、一流の講師を招いた番組作りを行った。これほど多数の番組構成、出演交渉、テキスト作成などの激務を大沢は一人で行ったが、職制の上では長らく課長、主事の下である書記止まりで、主事となったのは退職の直前であったと言う。

### 晩年
1934年（昭和9年）、みずから開拓した女性放送人の職場を、後進の若い婦人達に譲りたいとして、東京放送局を辞任した。その3年後、1937年（昭和12年）、ガンとなり入院し、6月15日に死去。享年64。生涯独身であった。

## 人物
- 時事新報社に入社するにあたり、女性の先駆者としてこの職を得る覚悟として、「女性にこのような職業が務まるかと危ぶまれながら開かずの門をたたく以上、役立たずと追い出されれば全ての女性の顔が潰れることになる。命に変えても成功しなければならない。」と語っていたという[8]。その覚悟で、完全な男社会で女性が奇異に見られ、多くの理不尽に出合っても耐えてきたようである[8]。
- 時事新報社の入社数年後、若い後進の女性社員が今で言うストーカーのような事例に悩まされ、その経緯の説明に女性社員の家に男性部長と大沢が説明に伺ったところ、今度は部長と大沢が逢引していたなどの噂を流されるなど、男性社会の中で不快な仕打ちを受けていた。そこから、大沢は、男とは用務以外で一切口をきかない決心をし、新年会忘年会や部会などにも一切顔を出さなかったという[15]。しかしながら退社の数年前には、若い後進たちの立場向上のためにも、部会などにも徐々に顔を出すようになった[15]。
- 25年の自らの記者生活を振り返って、「丁度古いぬき糸の色々をつないで織った布のように、このうちに何等の見るべき美も色もない」と記している[9]。
- 自らを評して、「自分のように耐えるのに向いている人間は、家族制度の犠牲になって、家庭で家事をしているのが向いていた」と記したが、生涯独身であった[13]。
- 総じて、温和で控えめで、と称されることが多かった大沢の人柄だが、大沢の姉の孫である高橋アサ氏の幼い頃の思い出に残る大沢豊子像は少し違ったものであった[13]。着物などもよいものを着て、三越でツケで買い物をし、高級なアクセサリーを気前よくアサ氏に与えてくれたりと、比較的華やかでぜいたくな生活をしていたという[2]。家庭にも多くの男女の記者関係者が常に出入りし、賑やかであったと言うが、晩年は困窮していたようであった[2]。